# Theodor Artur Winde
Theodor Artur Winde (* 7. Juni 1886 in Dresden; † 14. Februar 1965 in Münster) war ein deutscher Holzbildhauer, Schnitzer und Drechsler.

## Leben

### Kindheit, Jugend und Ausbildung
Theodor Artur Winde war das älteste von sechs Kindern. Sein Vater Karl Ludwig Artur Winde war Holzbildhauer und Ehrenobermeister in Dresden. Winde besuchte dort die Bürgerschule und die höhere Schule bis zum Abitur 1902. Von 1902 bis 1905 machte er eine Holzbildhauerlehre in der Werkstatt seines Vaters; darauf wanderte er mehrere Jahre als Geselle durch Deutschland. Von 1908 bis 1909 studierte er an der Kunstgewerbeschule Dresden. Von 1910 bis 1914 war er Mitarbeiter des Goldschmieds und Bildhauers Karl Groß. 1914 beteiligte sich Winde an der großen Deutschen Werkbundausstellung in Köln. Am 14. September 1915 heiratete er Margarethe Kühlen.

### Lehrtätigkeit
Gleich nach Ende des Ersten Weltkriegs wurde Winde an die damalige Kunstgewerbeakademie in Dresden berufen und 1925 zum Professor und Leiter der Abteilung für Holzgestaltung ernannt. Einer seiner Schüler war Reinhold Langner.
Winde war Mitglied des Deutschen Werkbunds. In den Jahren 1925 bis 1933 bestand die „Arbeitsgemeinschaft Winde“ aus Alfred Hesse, Rudi Högner, Rudolf Kaiser, Fritz Kiesler, Siegfried Kiok, Reinhold Langner, Erich Müller, Siegmund Schütz und Gerhard Weber.

### Während des Nationalsozialismus
1933 wurde Winde aus dem Staatsdienst entlassen. Bis 1946/1947 betrieb er eine eigene Werkstatt und arbeitete unter anderem an Möbeln für die Deutschen Werkstätten Hellerau bei Dresden. Einer seiner Mitarbeiter war Heinz Barth kurze Zeit nach 1945 auch Lüder Baier.
Winde war Mitglied des Kunstdienstes in Berlin und war im Reichsfachbeirat der Reichshandwerksführung tätig. Er stand 1944 in der Gottbegnadeten-Liste des Reichsministeriums für Volksaufklärung und Propaganda. Der Zweite Weltkrieg brachte den Verlust seines ältesten Sohnes, seines Vaters und seines Ateliers mit den gesammelten Arbeitsproben von ca. 30 Jahren.
Das Dresdner Adressbuch verzeichnete Winde 1943/1944 als „Prof. a. D., Bildh., Bamberger Str. Nr. 10“.

### Nach dem Nationalsozialismus
1946 erhielt Winde erneut eine Berufung an die Werkkunstschule in Münster mit dem Auftrag, eine Holzabteilung aufzubauen. Es entstand zum zweiten Mal eine „Arbeitsgemeinschaft Winde“; von 1946 bis 1949 bestand diese aus Erwin Andrä, Albrecht Badelt, Lüder Baier, Heinz Bart, Käte Basel, Hans Brockhage, Renate von Duisburg, Heinz Eichner, Katja Lüdecke, Annemarie Mehnert, Ulrich Mortensen, Peter Ernst, Ursula Schanz, Edith Schmerbauch, Joachim Winde und Schülern aus Münster. Sein hohes Ansehen hatte ihm in den Nachkriegsjahren Aufträge eingebracht, wie die im Wiederaufbau nach Kriegsende neu entstehenden Bauten von Landeshaus, Landwirtschaftskammer und Amtsgericht in Münster, dem nordrhein-westfälischen Innenministerium in Düsseldorf und dem Essener Saalbau.

### Gestalter
Mit seinen Arbeiten bewies Winde in mehr als 60 Jahren aktiver Schaffenszeit eine hohe handwerkliche und gestalterische Meisterschaft, die ihm in Fachkreisen und internationalen Ausstellungen großes Ansehen verlieh. Er zeigte in seinen frühen Arbeiten durch das von ihm angewandte Verfahren der Gessotechnik einen Hang zum Dekorieren. Dominierend im Gesamtwerk Windes sind architekturbezogene Kunstwerke. Er wählte bei diesen Arbeiten fast ausschließlich Darstellungen aus der Tier- und Pflanzenwelt.

## Auszeichnungen
- 1909: Wettbewerb im ornamentalen Modellieren  (1. Preis)
- 1910: Weltausstellung Brüssel (Silberne Medaille)
- 1913: Sächsische Landesstelle für Kunstgewerbe Dresden (1. Preis)
- 1913: Wettbewerb der Meißner Ofen- und Porzellanfabrik (1. Preis)
- 1921: Wettbewerb Zierbrunnen, in Döhlen  (1. Preis)
- 1922: Wettbewerb Kriegerehrenmal (1. Preis)
- 1937: Weltausstellung Paris (Grand Prix)
- 1951: IX. Triennale Mailand (Goldmedaille)
- 1954: X. Triennale Mailand
- 1958: Weltausstellung Brüssel (Ehrenurkunde)

## Ausstellungen
- 1910: Weltausstellung, Brüssel
- 1913: Sächsische Landesstelle für Kunstgewerbe Dresden
- 1914: Deutsche Werkbund Ausstellung in Köln
- 1928: Paramentenausstellung im Kunstgewerbemuseum Dresden (Sonderausstellung)
- 1929: Ausstellung „Kinder wollen spielen“ der AG Wind in Dresden (Sonderausstellung)
- 1930: Internationale Hygieneausstellung in Dresden
- 1930: Einzelausstellung aus der AG im Reckendorfhaus in Berlin
- 1936: Städtische Kunsthalle Mannheim, „Deutsche Werkkunst der Gegenwart“ (Sonderausstellung)
- 1937: Weltausstellung in Paris
- 1938: 2. Deutsche Kunsthandwerkausstellung in München
- 1940: Kunstdienst Berlin, „Arbeiten in Holz“ (Einzelausstellung)
- 1940: Triennale Mailand
- 1942: Städtisches Moritzburg Museum, Moritzburg Rom
- 1943: Kunsthalle Bern (Einzelausstellung)
- 1947: Schloßbergmuseum in Chemnitz (Einzelausstellung)
- 1947: Kunstgewerbemuseum Dresden (Einzelausstellung)
- 1949: Stadt- und Bergbaumuseum in Freiberg ("Arbeiten in Holz"; Einzelausstellung)[2]
- 1949: Kunstverein Düsseldorf mit Deutschem Werkbund (Einzelausstellung)
- 1949: Landesmuseum für Kunst und Kulturgeschichte in Münster (Einzelausstellung)
- 1950: Westfälisches Landesmuseum in Münster (Einzelausstellung)
- 1950: Karl-Ernst-Osthaus Museum in Hagen (Einzelausstellung)
- 1950: Internationale Messe in Chicago (AdK NRW)
- 1950: Landesausstellung des Kunsthandwerks in Dortmund
- 1951: Ausstellung des deutschen Kunsthandwerks, im Kaufhof Bonn
- 1951: IX. Triennale Mailand
- 1953: Städtische Kunsthalle Mannheim (Einzelausstellung)
- 1954: Handwerksmesse in München
- 1954: X. Triennale Mailand
- 1956: Handwerkskammer Münster
- 1956: Museum am Ostwall in Dortmund
- 1957: Werkbundausstellung in München
- 1958: Weltausstellung Brüssel (Ehrenurkunde)
- 1960: Werkbundausstellung in München
- 1961: Bayerische Landesgewerbeanstalt in Nürnberg (Einzelausstellung)
- 1961: Veste Coburg (Einzelausstellung)
- 1962: Museum für Kunst und Gewerbe in Hamburg
- 1962: Handwerkskammer in Köln (Einzelausstellung)
- 1962: Landesgewerbeamt Baden-Württemberg in Karlsruhe (Einzelausstellung)
- 1962: Handwerksschau zur Bozener Messe
- 1965: Arbeitsgemeinschaft des Kunsthandwerks im Stadthaus Münster
- 1970: Lippisches Landesmuseum Detmold (Einzelausstellung)
- 1971: Abtei Liesborn (Einzelausstellung)
- 1973: Westfälisches Landesmuseum in Münster

## Publikationen
- Was nicht ist, kann noch werden. Riemerschmidt-Verlag, Berlin 1940.
- Über das Holzgrabzeichen. In: Der Friedhof. Nr. 2, Frankfurt am Main 1942.
- Ist Holz hölzern? In: Deutsche Drechsler Zeitung. Heft 6, Leipzig 1962.